# Monica Aksamit
Monica Aksamit (ur. 18 lutego 1990 w Nowym Jorku) – amerykańska szablistka pochodzenia polskiego, brązowa medalistka olimpijska.
Urodziła się w Nowym Jorku, oboje rodzice pochodzą z Polski.
Podczas igrzysk olimpijskich w Rio de Janeiro w 2016 roku reprezentantki USA w składzie: Ibtihaj Muhammad, Dagmara Wozniak, Mariel Zagunis i Monica Aksamit wywalczyły brązowy medal drużynowo. Indywidualnie nie wystartowała.
Zdobyła również złoty medal w szabli drużynowej na igrzyskach panamerykańskich w Limie (2019). Kilkukrotnie zdobywała medale mistrzostw panamerykańskich, w tym złote drużynowo na MP w San Salvador (2009), MP w Panamie (2016), MP w Montrealu (2017) i MP w Hawanie (2018).